# فرشته‌ماهی انبه‌ای
فرشته‌ماهی انبه‌ای (نام علمی: Centropyge shepardi) نام یک گونه از سرده فرشته‌ماهی‌های کوتوله است.